# Хосокава Сумімото
Хосокава Сумімото (яп. 細川 澄元; 1489 — 24 червня 1520) — японський військовий та державний діяч, даймьо середини періоду Муроматі.

## Життєпис
Походив з впливового роду Хосокава. Син Хосокави Йошіхару, представника гілки дому Хосокава, що традиційно проживала в провінції Ава на о-ві Сікоку. . Дитиною було всиновлено канреєм (заступником сьоґуна) Хосокава Масамото. Масамото спочатку всиновив Суміюкі, сина аристократичної сім'ї Кудзьо, а коли цей вибір викликав нарікання з боку старших васалів роду Хосокава, Масамото призначив спадкоємцем Сумімото. Майже відразу ж хлопчик став предметом запеклих інтриг.
У 1504 році проти Масамото повстав його васал Якусидзі Мотоіті, сподіваючись замінити Масамото на Сумімото. Повстання було невдалим, армія Масамото розбила сили Якусидзі в Кіото і відрубали 114 голів. У 1506 році інший васал Хосокава, Мійосі Юкінага, також від імені Сумімото пішов на Кіото, але був розбитий на міських вулицях. Проте у 1507 році Масамото було вбито в лазні, Хосокава Суміюкі, Коццано Мотонага. Незабаром після цього головою роду Хосокава і канреєм був призначений Суміюкі. Однак його правління тривало всього близько 6 тижнів — у 8-му місяці 1507 року Мійосі Юкінага підняв війська в провінції Сеццу і атакував Суміюкі від імені Сумімото. Суміюкі наклав на себе руки, і був змінений Сумітомо як головою роду Хосокава.
Сумімото отримав титул канрей і успадкував всі володіння Хосокава на о-ві Сікоку. Але у нього залишалися ще вороги. Хосокава Такакуні, син Хосокава Масамото, втік в провінцію Суо разом з сьогуном Асікаґа Йошікі, де став шукати заступництва Оуті Йосіокі. У 1508 році Йосіокі зібрав армію і попрямував на схід, у бік Кіото. Хосокава Сумімото збирався зустріти його в Сеццу, але сили Йосіокі були настільки великі, що Сумімото не наважився напасти на нього і замість цього втік в провінцію Ава разом з Міьосі Юкінага. Таким чином, його правління тривало лише трохи більше 9 місяців.
Як канрей та голова роду Сумімото змінив Такакуні, який залишався на цій посаді до своєї смерті в 1527 році. У 1511 році Сумімото повернувся до Кіото, спираючись на сили свого родича Хосокава Масаката, але був розбитий Оути Йосіокі при Фунаокаяма і знову втік на Сікоку. У 1519 році, коли Йосіокі залишив столицю, Сумімото знову спробував захопити Кіото і втриматися там, але був розбитий об'єднаним силами Хосокава Такакуні і Роккаку Садаьорі. Він повернувся у свої володіння на Сікоку і наступного року помер.